# Předsvazek
Předsvazek je v teorii kategorií libovolný kontravariantní funktor z nějaké kategorie {\displaystyle {\mathcal {C}}} do jiné kategorie {\displaystyle {\mathcal {D}}}, {\displaystyle {\mathcal {C}}^{op}\rightarrow {\mathcal {D}}}, kde cílová kategorie může být kategorie množin nebo nějakých objektů s algebraickou strukturou, např. komutativních grup. Zdrojová kategorie je většinou částečně uspořádanou množinou otevřených množin nějakého topologického prostoru.
Předsvazek splňující podmínky lokality a slepitelnosti se nazývá svazkem.[ujasnit] Svazky popisují lokální vlastnosti topologických prostorů, například variet, ze kterých lze odvodit nějakou vlastnost globální.